# F-01E
docomo STYLE series F-01E（ドコモ スタイル シリーズ エフ  ゼロイチイー）は、富士通によって開発されたNTTドコモの第3世代移動通信システム（FOMA）端末である。docomo STYLE seriesの端末。

## 概要
F-04Dの事実上の後継機種で、富士通製のフィーチャーフォンである。ハイスペックスーパースリム防水とうたっており、高性能カメラや800MHzの高性能CPU・Wi-Fi・Bluetooth・GPS機能を搭載している。
本体表面は硬化コーティングを施した高硬度なハードパネルを採用し、傷に強い構造となっている。
NTTドコモのスマートフォンで採用されているdocomo Palette UIを採用しており、スマートフォンのようにアプリケーションや機能などをグループ分けすることができる。
Wi-FiはクライアントモードとしてIEEE802.11nにも対応しており、超高速なインターネット接続が可能であるとともに、アクセスポイントモードにも対応しているため、テザリング機能が利用できる。
セキュリティーは、富士通製機種の特徴である指紋認証、micro SDカードの暗号化、シークレットモードを搭載している。
デザインや仕様は指紋認証機能を除いて後継のF-07Fに引き継がれた。

## その他の機能
| 主な対応サービス                   | 主な対応サービス                                                    | 主な対応サービス                       | 主な対応サービス                                 |
| ---------------------------------- | ------------------------------------------------------------------- | -------------------------------------- | ------------------------------------------------ |
| タッチパネル                       | FOMAハイスピード7.2Mbps(受信)5.4Mbps(送信)                          | Bluetooth                              | DCMX／おサイフケータイ                           |
| iアプリオンライン／地図アプリ      | 直感ゲーム／メガiアプリ                                             | iウィジェット                          | マチキャラ／iコンシェル                          |
| docomo Palette UI                  | GPS／オートGPS／ケータイお探し                                      | デコメール／デコメ絵文字／デコメアニメ | iチャネル                                        |
| 着もじ                             | テレビ電話／キャラ電                                                | ケータイデータお預かりサービス         | フルブラウザ                                     |
| おまかせロック／バイオ認証         | 外部メモリーへiモードコンテンツ移行／ユーザーデータ一括バックアップ | トルカ                                 | iC通信／iCお引越しサービス                       |
| きせかえツール／ダイレクトメニュー | バーコードリーダ／名刺リーダ                                        | 2in1                                   | エリアメール／ソフトウェアーアップデート自動更新 |
| GSM／3Gローミング（WORLD WING）    | 着うたフル／うた・ホーダイ                                          | Music&Videoチャネル／ビデオクリップ    | デジタルオーディオプレーヤー(AAC)(WMA)           |

## プリインストールアプリ
- 楽オクアプリ
- iD設定アプリ
- DCMXクレジットアプリ
- Gガイド番組表リモコン
- 地図アプリ
- モバイルSuica登録用iアプリ
- 今の為替と株価
- マクドナルドトクするアプリ
- E★エブリスタアプリ
- iCタグリーダー
- おサイフケータイWebプラグイン
- お天気アプリ
- ぷよぷよフィーバーDX
- Twitter
- 電子マネー「nanaco」
- FOMA通信環境確認アプリ
- ドコモ料金案内
- ANAモバイルAMCアプリ
- ゴールドポイントカード
- ビックポイント機能付きケータイ
- ETGAスウィングレッスン
- ヘルスチェッカー
- ロケーションレーダー
- ZOOKEEPER DX F
- 日英版しゃべって翻訳 for F
- 日中版しゃべって翻訳 for F
- i Bodymo
- iC通信アプリ
- ロジックパズルF

## 歴史
- 2012年10月11日 - NTTドコモより発表。
- 2012年11月10日 - 発売開始。

## 不具合
2014年2月26日に以下の不具合の修正がソフトウェアアップデートによって行われた。
- 時報設定を有効にしているにもかかわらず、時報音が鳴動しない場合がある。